# Christa Hartungen
Christa Hartungen (Alternativtitel: Das Opfer der Christa) ist ein deutsches Filmdrama von 1917.

## Handlung
Nachdem Christa, die als Kind von ihrer Mutter in ein Mädchenpensionat abgeschoben wurde, als älteste Schülerin in ihr Elternhaus zurückkehrt, wird sie von ihrer Mutter, die sich nur um ihren missratenen Sohn kümmert, kühl aufgenommen. Bei ihrem Empfang daheim lernt sie Römer, einen Angestellten ihres Vaters, der ein Bergwerk besitzt, zuerst kennen und dann lieben. Als Römer nach Mexiko versetzt wird, bittet er seinen todkranken Freund Dickens, auf Christa aufzupassen. Währenddessen gerät die Firma Hartungen durch den Leichtsinn ihres Bruders in finanzielle Probleme. Die Firma kann nur durch die arrangierte Hochzeit Christas mit Dickens gerettet werden. Als Römer zurückkehrt, versteht er ihre Handlungsweise und akzeptiert diese. Kurz darauf wird er von Christa aus dem Bergwerk gerettet, in dem er einen Unfall erlitten hagt. An Dickens Totenbett erkennt dieser, dass Römer seine Frau immer noch liebt. Er stirbt vor den Augen des zukünftigen Paares.

## Hintergrund
Produktionsfirma war die Messter Film GmbH Berlin (Nr. 9430), für die Bauten war Ludwig Kainer zuständig. Er hat eine Länge von vier Akten auf 1344 bzw. 1395 Metern, ca. 73 bzw. 76 Minuten. Die Polizei Berlin belegte im April 1917 mit einem Jugendverbot (Nr. 40554), die Nachzensur der Reichsfilmzensur vom 18. März 1922 ebenfalls (Nr. 5538). Die Uraufführung fand am 4. Mai 1917 im Mozartsaal Berlin statt.